# Lucio Dalla e l'arte

## Lucio Dalla e il cinema

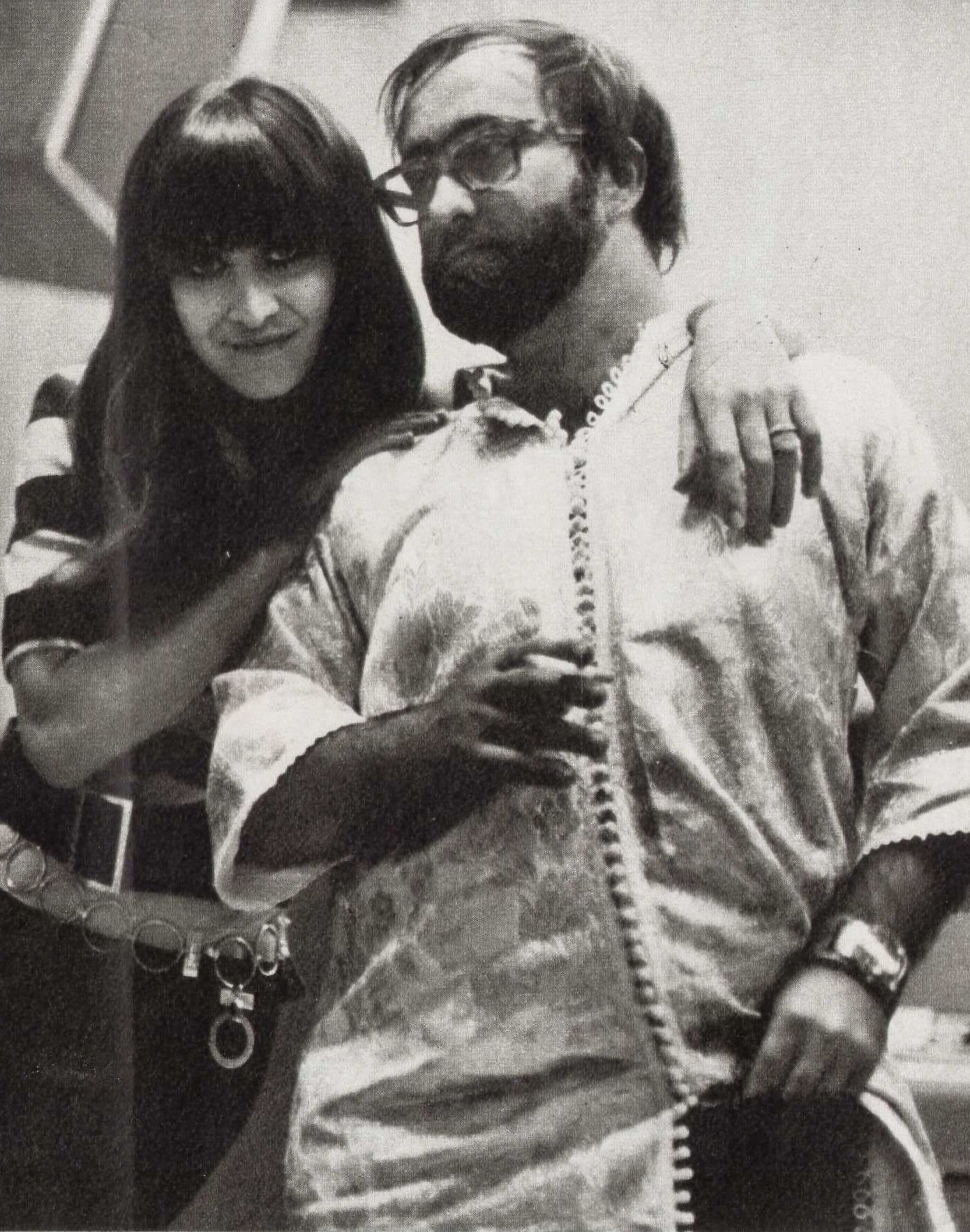
Lucio Dalla con l'attrice francese Fabienne Fabre all'epoca del loro flirt

Fin dagli anni sessanta l'artista bolognese ha partecipato a numerose pellicole, spesso cantando brani del proprio repertorio. Infatti, dopo essere comparso in alcuni "musicarelli" tra cui, Questo pazzo, pazzo mondo della canzone, di Bruno Corbucci, Altissima pressione, di Enzo Trapani, Little Rita nel West, con Rita Pavone e Quando dico che ti amo, quest'ultimo con Tony Renis ed Enzo Jannacci, fa il suo esordio in un film d'autore. Recita infatti ne I sovversivi, dei fratelli Paolo e Vittorio Taviani, storia di un gruppo di militanti del Pc entrati in crisi esistenziale proprio quando a Roma affluiscono i funerali di Palmiro Togliatti. Dalla interpreta la parte di un giovane fotografo, incarnando le inquietudini della sua stessa generazione che di li a poco avrebbe dato vita al Sessantotto. L'artista si aggiudica una candidatura come migliore attore alla Mostra di Venezia, così il cantautore ricorda e racconta: «Il film ebbe successo, io ero in lizza per vincere la palma come miglior attore, poi per ragioni, diciamo così, di organizzazione politica la dettero ad un attore jugoslavo»; l'attore in questione era il belgradese Ljubiša Samardžić (alias Smoki Samardi') per il film "Jutro"/L'alba. Durante le riprese de I sovversivi Dalla conobbe l'attrice francese Fabienne Fabre, con cui ebbe una relazione seguita dai giornali dell'epoca.
Proprio in quegli anni il cinema italiano tentò di impadronirsi del cantante bolognese per aprirgli una strada anche nella cinematografia. «Di Lucio il cinema sfruttò anche quelle sue peculiarità fisiognomiche, quella fisicità da creatura stralunata, buffa, cartoonesca»... peculiarità che si metteranno al servizio di altri film coevi come Questi fantasmi, di Renato Castellani e Eduardo, accanto alla coppia Sophia Loren - Vittorio Gassman. Da ricordare inoltre Amarsi male, di Fernando Di Leo del 1969 e anni più tardi nel 1975 La mazurka del barone, della santa e del fico fiorone, di Pupi Avati con Ugo Tognazzi e Paolo Villaggio.
Sovente si è anche cimentato nella realizzazione di colonne sonore per molti registi di fama, quali Michelangelo Antonioni, Mario Monicelli, lo stesso Pupi Avati e Michele Placido. La sua Futura, è apparsa anche in un film americano, Ti amerò... fino ad ammazzarti del regista Lawrence Kasdan. Non solo, dunque, interprete o musicista, ma anche e soprattutto fruitore di cinema. Nella propria casa a Bologna, infatti, si fece installare un vero e proprio cinematografo. In un'intervista del 2001, in occasione dell'uscita dell'album Luna Matana, Dalla affermò: «Io vivo di cinema, ho più di 250 DVD. Ad esempio ho visto il gladiatore 19 volte... inoltre so esattamente a memoria, almeno i dialoghi di venti film. Altro film che ho consigliato a tutti è Terminator 2, uno degli ultimi esempi di cinema di contenuti. Amo tutto Luchino Visconti, Pier Paolo Pasolini, tutto Fellini. Mi piace parte di Antonioni e tutto il grande cinema americano, quello di John Ford per intenderci. Un film che io giudico dalla sceneggiatura perfetta è Matrix e, infine, un altro film che ho visto cinque, sei volte è la Tigre e il Dragone».
In un'intervista più recente, nel 2008, aggiunse: «Amo il cinema più della musica. Quando sono a Bologna, non vedo mai meno di un film al giorno, stravedo per i fratelli Coen... considero Satyricon il capolavoro di Fellini». Nella stessa intervista confessò il suo desiderio, in futuro, di poter dirigere personalmente una pellicola. Fu anche curatore di un cortometraggio, presentato nell'allora programma musicale Mister Fantasy, condotto da Carlo Massarini, atto a presentare il singolo Telefonami tra vent'anni. Da ultimo ricordiamo la sua partecipazione nel ruolo di Sancho Panza, nell'opera prima dell'artista Mimmo Paladino, Quijote, presentata nella sezione Orizzonti alla sessantatreesima Mostra del cinema di Venezia, nel 2006. Sempre alla Mostra del cinema di Venezia, nel 2012, è stato presentato, il film d'animazione di Enzo D'Alò, Pinocchio, la cui canzone dei titoli e le musiche sono state composte da Lucio Dalla. Le stesse musiche del film rappresentano l'ultimo lavoro svolto dall'artista emiliano. A tre anni di distanza dalla morte del cantautore esce, nel febbraio del 2015, il docufilm dedicato all'artista bolognese dal titolo Senza Lucio, per la regia di Mario Sesti. Il film viene presentato al Lumière per il "festival Visioni italiane" alla presenza dello stesso autore e della storica dell'arte, nonché, ex collaboratrice Paola Pallottino.

## Lucio Dalla e la televisione

Lucio Dalla, durante lo spettacolo televisivo Il futuro dell'automobile e altre storie

Lucio Dalla è stato anche autore e interprete di alcuni programmi televisivi, dimostrando sempre un diretto feeling con il palcoscenico, a prescindere dalle varie esibizioni canore che comunque sovente accompagnavano gli spettacoli.
Da ricordare in primis l'atto conclusivo del sodalizio, Dalla-Roversi, che nel 1976 concepì Il futuro dell'automobile e altre storie, uno spettacolo teatrale che venne trasmesso nell'inverno del 1977 anche dalla Rai in sei puntate. In quell' occasione Dalla ebbe modo di presentare molti protagonisti della musica e dello spettacolo italiano, quali il duo Cochi e Renato, Edoardo Bennato, Antonello Venditti, con il quale canta una versione di Funiculì Funiculà e di duettare con Paolo Conte, dove l'avvocato astigiano, seduto al piano canta Onda su onda e La Topolino amaranto, entrambe con interventi vocali di Dalla. Inoltre duetta con Roberto Benigni, Maria Monti, Gabriella Ferri, Tony Esposito, Francesco Guccini e Dario Fo, con cui improvvisa un simpatico Grammelot in inglese.
Nell'inverno del 1999 è da ricordare la sua ospitata al programma di Morandi C'era un ragazzo, di cui fu anche coautore. Nell'occasione, insieme a Eros Ramazzotti e all'amico e padrone di casa è protagonista di una rivisitazione di O sole mio, imitando, in appositi frac, i tre tenori José Carreras, Plácido Domingo e Luciano Pavarotti, davanti ad un pubblico divertito ed entusiasta. Dalla, comunque, ebbe modo di incontrare tutti e tre i tenori durante una puntata speciale di Porta a Porta , tenutasi a New York, nel 1998; nell'occasione Luciano Pavarotti ebbe modo di ricordare come il suo inconsueto avvicinamento alla musica pop fu dato proprio dall'incontro con il musicista emiliano che alla fine degli anni ottanta propose al tenore modenese di reinterpretare la sua celebre Caruso.
Nel gennaio del 2002, debutta in prima serata, per il sabato sera di Raiuno, lo spettacolo La bella e la besthia, condotto da Lucio Dalla, assieme a Sabrina Ferilli. Numerosi gli ospiti delle cinque puntate che divertiti duettano con l'artista: dagli amici Morandi e Ron a Fiorello (con cui prima improvvisa un dialogo scat, per poi cantare a due voci Piazza Grande). A seguire Zucchero Fornaciari (che si esibisce cantando Donne con Dalla al sax) e Renato Zero, con cui canta La sera dei miracoli. Duetta inoltre con Gianna Nannini (Cosa sarà), Gino Paoli (Sapore di sale), Al Bano (O Sole Mio e Nel sole) e Andrea Bocelli con cui canta la sua Caruso. Non mancano i siparietti con celebri attori italiani tra cui Lino Banfi, Antonio Albanese (che recita un monologo accompagnato al sax da Dalla) e Carlo Verdone, con cui canta, assieme ad Eleonora Giorgi, L'ultima luna (già presente, anni prima, nei titoli di testa del film Borotalco). C'è spazio anche per i campioni sportivi, tra cui Francesco Totti e Roberto Baggio.
Bisogna infine ricordare che Dalla, ha spesso cavalcato il mondo televisivo, soprattutto come autore. Furono suoi programmi di successo quali Taxi (Raitre), Te voglio bene assaje (Raiuno) e Mezzanotte angeli in piazza (Raiuno). Nel 2003 la Rai gli offrì la direzione artistica del Festival di Sanremo, l'accordo che sembrava ormai perfezionato saltò all'ultimo momento

## Lucio Dalla e la scrittura

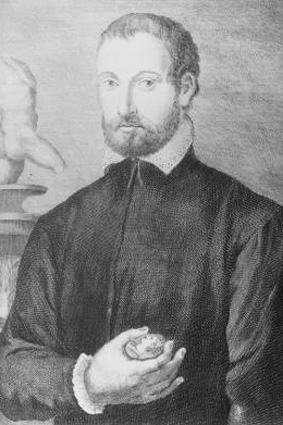
Ritratto di Benvenuto Cellini.

Nel corso del tempo, tutt'altro che infrequenti, sono stati i casi di autori di canzoni che hanno pubblicato "parole", sia in prosa che in versi, anche ed esclusivamente sulla carta stampata. Basti pensare a Francesco Guccini, Roberto Vecchioni, Luciano Ligabue e Francesco Renga, solo per citarne alcuni. Non ha fatto eccezione a questa tendenza lo stesso Lucio Dalla, che nel gennaio del 2002 ha pubblicato, per la casa editrice Rizzoli, il libro Bella Lavita che raccoglie undici racconti brevi elaborati interamente dal musicista emiliano, all'epoca, alla sua prima prova da scrittore al di fuori del mondo della canzone. A proposito dell'opera, così si espresse l'artista ai redattori del quotidiano Il Giorno, in un'intervista del 23 gennaio 2002: «Noi emiliani siamo affabulatori: gran parlatori, simpaticoni e un po' bugiardi e proprio come i personaggi di questi “corti” siano nati “insieme alle canzoni». E ancora: «Man mano che i personaggi prendevano forma, li lasciavo andare per la loro strada, uscire dalla forma canzone e riempire le pagine del libro. Volevo combattere quello scrivere risicato, la sfiducia da roditori di chi non crede più nell'aspetto narrativo».
La vena narrativa del cantautore tornerà alla luce anni più tardi, quando il 29 ottobre del 2008 pubblicherà per Bompiani, Gli occhi di Lucio. La nuova opera, scritta assieme all'attore Marco Alemanno, è divisa in tre sezioni, di cui solo la seconda ha natura autobiografica, infatti, nell'ultima parte, sono presenti testi narrativi su Benvenuto Cellini, raccolti per omaggiare l'artista toscano del Cinquecento. I medesimi testi riprendono il filo narrativo presente nell'opera teatrale e musicale che lo stesso Dalla aveva dedicato, nei mesi precedenti, al grande orafo e letterato fiorentino. In merito alla nascita dello spettacolo e del successivo libro, Dalla, in un'intervista al periodico Stile Arte, affermò : «Ventidue anni fa lessi la Vita di Cellini, e ne rimasi folgorato. Presi ad appassionarmi, ad approfondire le mie conoscenze su questo personaggio, studiandolo e documentandomi, a partire da un celebre saggio di Goethe. Così, quando gli organizzatori de Il genio fiorentino mi hanno chiesto di preparare lo spettacolo inaugurale dell'edizione del 2008, non ho avuto dubbi: il protagonista del mio nuovo lavoro sarebbe stato lui, Benvenuto Cellini».

## Lucio Dalla e l'università

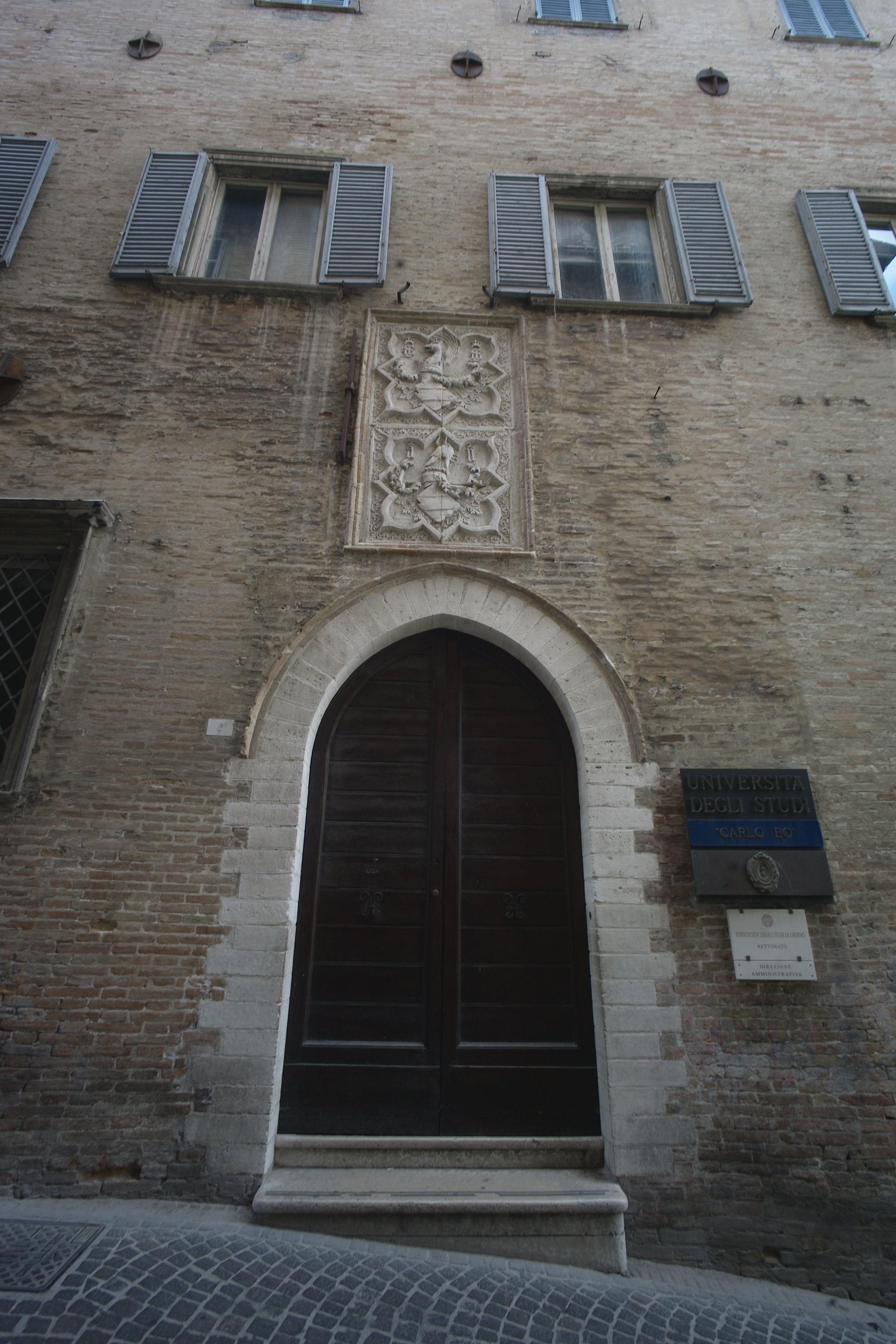
La sede centrale dell'Università, dove insegnava Lucio Dalla, a palazzo Montefeltro-Bonaventura

Tra le numerose attività collaterali svolte dal cantautore emiliano è da ricordare il suo impegno come docente presso la facoltà di sociologia dell'Università di Urbino Carlo Bo, presiedendo la cattedra di Tecniche e linguaggi pubblicitari. Da questa decennale esperienza (fu nominato professore ordinario nel 2002), nacque il progetto del libro Gesù, San Francesco, Totò: la nebulosa della comunicazione (Lucio Dalla, Franco Angeli edizioni 2004). Il volume rappresenta la sintesi di un ciclo di lezioni sulla Comunicazione tenuto dal cantautore nell'anno accademico 2002/2003, dove l'autore, ha affrontato alcuni temi essenziali sulla ricerca e la comprensione delle varie tecniche di comunicazione. Ospiti delle sue lezioni sono stati, spesso, anche personaggi pubblici come Alessandro Bergonzoni, Oliviero Toscani, il drammaturgo Giampiero Solari e Davide Paolini, che hanno anche contribuito alla stesura del libro. Ad aprile 2012 avrebbe dovuto tenere un nuovo corso di lezioni sul tema della modernità, incentrato sulle pagine del sociologo Georg Simmel.
In veste di docente ha anche tenuto varie lezioni in altri atenei universitari, in particolar modo alla Scuola normale superiore di Pisa e all'Università Cattolica del Sacro Cuore di Milano, rispettivamente nel marzo e nell'ottobre del 2006. Nella prestigiosa scuola pisana ha tenuto una lezione sulla concezione del tempo, partendo da un celebre verso del poeta Costantino Kavafis: Restano indietro i giorni del passato; al Sacro Cuore ha risposto a varie domande intorno alla questione della fiducia nell'epoca dei media, tenendo una lezione agli studenti del corso di laurea in Teoria e tecnica delle comunicazioni mediali. Nel panorama della canzone italiana quello di Lucio Dalla non è certamente un caso isolato, altri colleghi hanno svolto, parallelamente alla carriera di artista, anche quella di docente universitario, basti pensare ai vari Roberto Vecchioni (già professore di greco e latino nei licei), docente di Scienze della comunicazione presso l'
Università di Pavia e a Francesco Guccini, per vent'anni ordinario di lingua italiana all'Università di Bologna, presso il Dickinson College.

## Lucio Dalla e la pittura

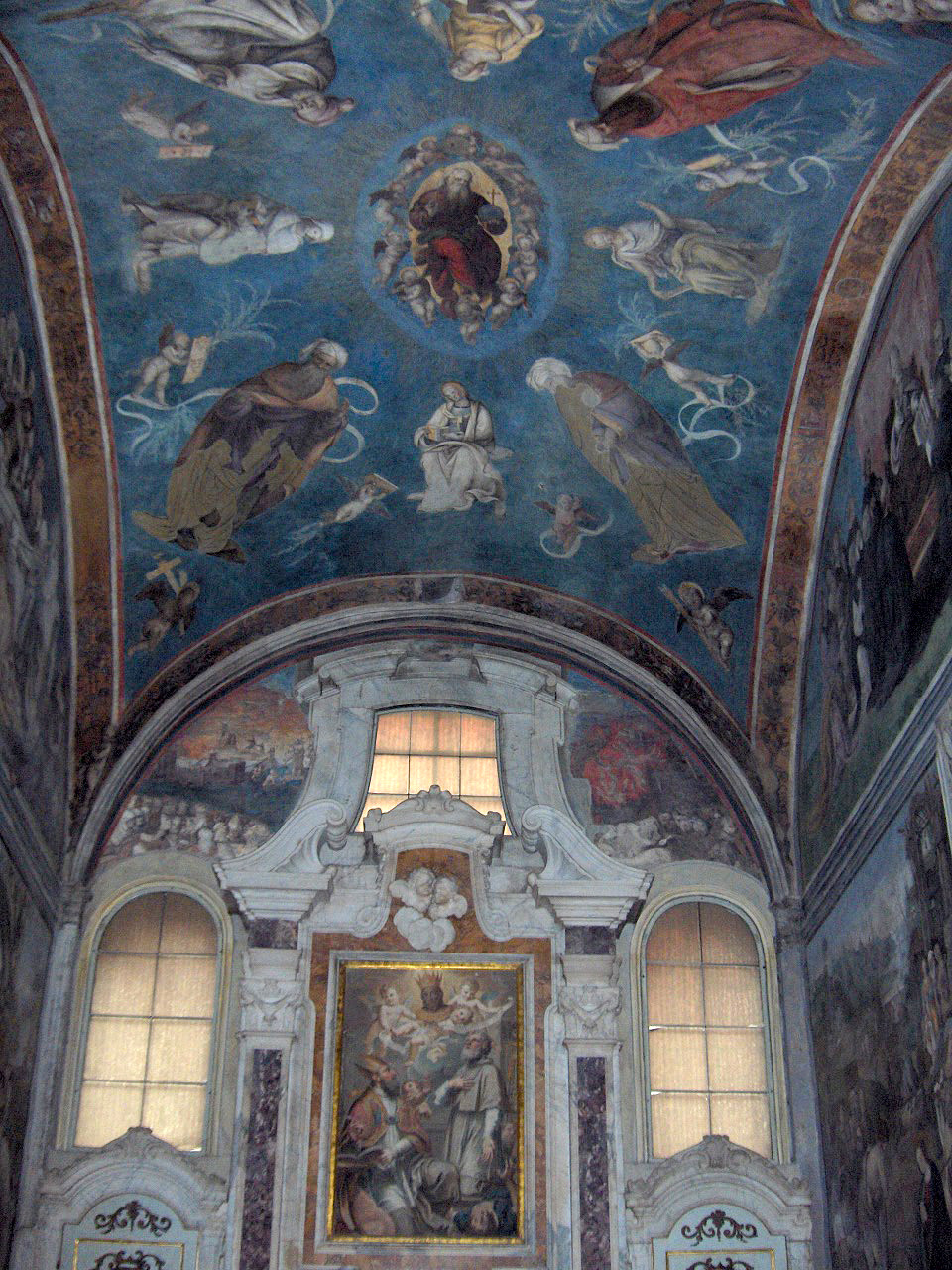
Dipinto di Amico Aspertini nella Cappella della Croce nella Basilica di San Frediano a Lucca

Lucio Dalla è stato un vero appassionato di arte. Numerose sono state, lungo la sua carriera, le frequentazioni con pittori e scultori di fama quali Michelangelo Pistoletto, Mimmo Paladino, Luigi Ontani e tanti altri. Uno dei suoi artisti preferiti era Amico Aspertini (disegnatore e scultore bolognese del Cinquecento) a cui Dalla dedicò anche una canzone intitolata Amico, la quale non è mai stata incisa in nessun LP. La passione per l'arte portò il cantautore emiliano a diventare un vero e proprio gallerista, infatti era proprietario della galleria d'arte NO CODE di via de' Coltelli a Bologna. Ed è proprio all'apertura di tale spazio, nel 1998, durante un'intervista, che Dalla dichiarò le sue varie preferenze artistiche: «Mi piace l'arte di tutte le epoche, in particolare amo la Transavanguardia e Caravaggio, ma anche l'Espressionismo tedesco che mi fece conoscere Franco Zeffirelli nel 1964. Rimasi folgorato e andai a Monaco di Baviera ad acquistare, con i pochi soldi dell'epoca, i primi quadri». Inoltre, anche se non amava definirsi un collezionista, nel proprio appartamento in Via D'Azeglio a Bologna erano presenti moltissimi quadri tra cui figuravano alcuni lavori di Gustav Klimt, Andy Warhol e Amedeo Modigliani.
Inoltre nell'autunno del 2000 venne inaugurata a Roma, nel complesso del Vittoriano, una mostra di quadri (fatte di garze, olii e tele) della pittrice Domenica Regazzoni, ispirati alle canzoni di Lucio Dalla. La mostra dal titolo Regazzoni e Dalla - pittura, musica e poesia, ha omaggiato, su tele dalle forme astratte e indefinite, alcune tra le più celebri canzoni del cantautore quali L'ultima luna, Caruso, Come è profondo il mare e molte altre. Nell'occasione Dalla ebbe modo di affermare come la musica e la pittura siano arti decisamente interscambiabili, riuscendo ad essere facilmente l'una fonte e ispirazione dell'altra e in questo senso spesso ha dichiarato: «L'arte è uno scambio vitale, molte volte guardando un'opera ho sentito l'impulso immediato a comporre una canzone. Come è profondo il mare per esempio è nata osservando La predicazione di Sant'Antonio ai pesci di Arnold Böcklin». Inoltre per omaggiare l'artista, giovedì 21 giugno 2012 a Palazzo Bentivoglio (Bologna) è stata inaugurata un'ulteriore mostra con esposte 18 opere, stampate in digitale e montate su alluminio. Ciascun artista, aderente al progetto, è stato invitato a ispirarsi ad una delle canzoni del cantautore bolognese. Le opere sono rimaste esposte al pubblico per tutta l'estate, fino al 30 settembre. Il 26 gennaio 2013 nell'ambito di Arte Fiera è stata inaugurata l'ombra di Lucio Dalla, tributo dell'artista trevigiano Mario Martinelli. L'opera, installata sul muro accanto al balcone della sua abitazione a Bologna, lo rappresenta come un graffito plastico, mentre suona il sax, circondato dal volo dei gabbiani delle Isole Tremiti.